# Bäckebo distrikt
Bäckebo distrikt är ett distrikt i Nybro kommun och Kalmar län. 
Distriktet ligger norr om Nybro. 

## Tidigare administrativ tillhörighet
Distriktet inrättades 2016 och utgörs av en del av området som Nybro stad omfattade till 1971, delen som före 1969 utgjorde Bäckebo socken.
Området motsvarar den omfattning Bäckebo församling hade 1999/2000.